# Gemeine Sandrasselotter
Die Gemeine Sandrasselotter (Echis carinatus) ist eine Art der Vipern (Viperidae), die über  weite Gebiete Asiens verbreitet ist. Aufgrund ihrer Lebensweise und Habitatwahl in der Nähe menschlicher Behausungen sowie ihres sehr starken Giftes gehört sie zu den gefährlichsten Giftschlangen für den Menschen.

## Merkmale
Die Gemeine Sandrasselotter erreicht eine durchschnittliche Länge von etwa 60 bis 70 cm mit einer Maximallänge von etwa 80 cm. Sie gehört damit zu den mittelgroßen Arten der Vipern. Der Körperbau ist leicht untersetzt, im Vergleich zu Puffottern oder anderen Vipern ist sie jedoch relativ schlank gebaut. Die Körperfärbung der Sandrasselotter ist sehr variabel: Das Spektrum der Grundfarbe reicht dabei von einem sandbraun über graubraun bis dunkelbraun. Der Rücken ist meistens dunkler gefärbt als die Seiten der Tiere und besitzt eine Zeichnung aus hellen Querbalken, die von dunklen Schuppen umrandet sind. Diese Balken reichen vom Nacken bis zum Schwanz. Die Körperseiten können helle Wellenlinien oder V-förmige Zeichnungen aufweisen. Der Kopf besitzt an der Oberseite ebenfalls eine helle Zeichnung, die in der Form einem X, einem V oder einem Spieß gleichen kann. Die Bauchseite ist hell cremeweiß und weist eine dunkle Sprenkelung auf.
Der Kopf ist deutlich vom Körper abgesetzt und besitzt die Form eines abgerundeten Dreiecks. Die relativ weit vorn am Kopf sitzenden Augen sind sehr groß und besitzen vertikale, schlitzförmige Pupillen. Die Kopfoberseite ist von vielen ungleichmäßigen und gekielten Schuppen bedeckt. Unterhalb der Augen befinden sich zwei Reihen von Unteraugenschilden (Supraocularia), darunter liegen 10 bis 12 Oberlippenschilde (Supralabialia)

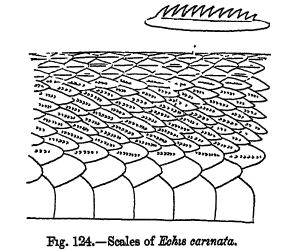
Sägeartig gekielte Körperschuppen

Die Schuppen des Körpers sind ebenfalls stark gekielt und können durch Aneinanderreiben ein typisches, rasselndes Geräusch generieren, welches den Sandrasselottern ihren Namen gegeben hat. Um die Körpermitte liegen zwischen 25 und 37 Schuppenreihen. Anders als alle anderen Vipern besitzen alle Angehörigen der Gattung Echis ungeteilte Unterschwanzschilde (Subcaudalia).

## Verbreitung und Lebensraum
Die Gemeine Sandrasselotter ist in mehreren Unterarten über weite Teile Asiens verbreitet. Das Gesamtgebiet reicht dabei von Indien, Bangladesch, Sri Lanka, Pakistan, Afghanistan, Turkmenistan, Usbekistan, Tadschikistan bis zum Iran. Populationen gibt es außerdem im Irak sowie auf der arabischen Halbinsel.
In Afrika findet sich die Ägyptische Sandrasselotter (Echis pyramidum), die früher als Unterart der gemeinen Sandrasselotter betrachtet wurde, inzwischen aber als eigenständige Art anerkannt ist.
Als Lebensraum bevorzugen die Tiere vor allem Trockengebiete mit Felsgeröll und spärlicher Vegetation. Sie leben vor allem an Berghängen in Wüsten- und Steppengebieten, in Wadis sowie in Randgebieten von agrarwirtschaftlich genutzten Gebieten, verwilderten Gärten und Oasen.

## Lebensweise
Die Gemeine Sandrasselotter ist überwiegend nachtaktiv und ernährt sich vor allem von Kleinsäugern wie Mäusen und Ratten sowie von anderen Kleintieren wie Vögel, Echsen, Frösche und andere Schlangen. Ihre Fortbewegung erfolgt schlängelnd oder seitenwindend. Durch ein Aneinanderreiben der Flankenschuppen erzeugt die Schlange ein typisches, rasselndes Geräusch als Warnlaut, wenn sie sich gestört fühlt. Bei Bedrohung rollt sie sich zudem tellerförmig zusammen und stößt sehr schnell zu, indem sie den Kopf nach vorn schnellen lässt.
Die Schlange ist ei-lebendgebärend (ovovivipar) und bringt bis zu 15 Jungschlangen pro Wurf zur Welt.

## Schlangengift
Das Gift der Gemeinen Sandrasselotter ist sehr stark hämotoxisch, eine ärztliche Behandlung mit einem adäquaten Antivenin ist notwendig. Die starke Reizbarkeit sowie die Nähe zu menschlichen Agrargebieten führt zu häufigen Bissen, wodurch sie zu einer der gefährlichsten Schlangenarten ihres Verbreitungsgebietes wird. In Indien ist sie beispielsweise neben der Kettenviper, der Brillenschlange und dem Gewöhnlichen Krait eine der vier Arten, auf die der Großteil der tödlichen Schlangenbisse zurückzuführen ist (Big Four).
Echistatin, ein Disintegrin und Bestandteil des Giftsekrets der Gemeinen Sandrasselotter, diente als Ausgangssubstanz zur Entwicklung von Tirofiban (Arzneistoff aus der Gruppe der Thrombozytenaggregationshemmer).

## Systematik
Es werden in der Literatur verschiedene Unterarten geführt:
- E. c. carinatus
- E. c. astolae
- E. c. multisquamatus
- E. c. sinhaleyus
- E. c. sochureki

Anzahl und Status der Unterarten sind teils unklar und wurden wiederholt diskutiert. The Reptile Database nennt zwei Unterarten: E. c. carinatus (Nominatform) und E. c. sochureki (Stand: Dezember 2022).